# David Bustos
David Bustos González (Palma de Mallorca, 25 de agosto de 1990) es un atleta español especializado en las carreras de medio fondo, destacando en 1500 metros, donde ha conseguido sus mayores logros.
Es considerado junto con otros atletas como una de las más firmes promesas del atletismo español. Su récord es de 3:34.77 minutos en 1500, conseguido en junio de 2012 en Huelva.

## Mejores marcas personales
| Distancia | Año  | Marca   |
| --------- | ---- | ------- |
| 800 m     | 2010 | 1:46.12 |
| 1.500 m   | 2012 | 3:34.77 |

## Palmarés en categoría absoluta
7.º(Diploma olímpico) JJ.OO 1.500 Río-2016 (absoluto)
Plata Cto. Europa 1.500 AL Ámsterdam-2016 (absoluto)
Campeón de España 1.500 AL 2012 (absoluto)
23.º JJ. OO. 1.500 AL Londres-2012
Bronce Cto. Europa 1.500 AL Helsinki-2012 (absoluto)
13.º Cto. del mundo 1.500 PC Estambul-2012 (absoluto)
SubCampeón de España 1.500 PC 2012 (absoluto)
4.º Cto. de España 1.500 AL 2011 (absoluto)
9.º Cto. Europa 800 PC París-2011 (absoluto)
Campeón Iberoamericano 1.500 AL 2010 (absoluto)
7.º Cto del mundo 800 PC Doha-2010 (absoluto)
11.º Cto. Europa 800 AL BCN-2010 (absoluto)
3.º Cto. de España 800 AL 2010 (absoluto)
SubCampeón de España 800 PC 2010 (absoluto)